# Iruraiz-Gauna
Iruraiz-Gauna är en kommun i Spanien. Den ligger Álavaprovinsen i södra delen av den autonoma regionen Baskien i norra delen av landet, 280 km norr om huvudstaden Madrid. Antalet invånare är 553 (2024). Arean är 47,13 kvadratkilometer. Iruraiz-Gauna gränsar till Agurain / Salvatierra, Barrundia, Arraia-Maeztu, Donemiliaga / San Millán, Dulantzi / Alegría, Bernedo, Burgelu / Elburgo och Vitoria-Gasteiz. 